# Parodiolyra
Parodiolyra es un género de plantas herbáceas perteneciente a la familia de las poáceas. Es originario de Costa Rica hasta el sur de Bolivia y Brasil.
Algunos autores lo incluyen en el género Olyra.

## Etimología
El nombre del género se compone de L.Parodi (agrostólogo sudamericano), y Olyra un género de la familia.

## Especies
- Parodiolyra colombiensis
- Parodiolyra lateralis
- Parodiolyra luetzelbergii
- Parodiolyra luetzelburgii
- Parodiolyra micrantha
- Parodiolyra ramosissima